# Jazz At The Philharmonic
JATP es el acrónimo de Jazz At The Philharmonic, un espectáculo itinerante de jazz creado por el productor discográfico Norman Granz y que se desarrolló a lo largo de las décadas de los cuarenta, cincuenta y sesenta.
Granz reunió un reparto de aproximadamente doce de las mayores estrellas del momento para recrear en los escenarios de las principales salas de conciertos del mundo la intimidad de las competitivas jam sessions que tenían lugar fuera de horario en clubes situados en sótanos. Posteriormente, publicó lo más destacado en una sucesión de discos cuyas fundas fueron diseñadas por David Stone.

## Historia
Usualmente abreviadas como JATP, se trató de conciertos organizados como grandes jam-sessions. Su inventor fue Norman Granz, quien en 1940 comenzó a organizar jams abiertas al público con músicos como Nat King Cole , Willie Smith o Don Byas. Tras una etapa en el ejército (1941 - 1944) organizó el primero de los conciertos-jam el 2 de julio de este último año, en el Philharmonic Auditorium de Los Ángeles, de donde tomó el nombre. Granz revistió su propuesta con elementos ideológicos: reparto de beneficios con los músicos; negativa a organizarlos en ciudades en las que se segregara al público por su raza; reivindicación del "buen jazz", etc. 
El espectáculo fue un éxito indudable, especialmente cuando se editaron los discos de los JATP. Incluso se grabó una película (Jammin' the blues), que fue candidata al Oscar. Trabajó con varias discográficas, hasta que fundó sus propios sellos, sobre todo Verve (1957). A partir de 1958, JATP giró por Europa y, después, por Japón y Australia.
En estos grandes conciertos-jam participaron la mayor parte de las grandes figuras del jazz de tres décadas: Ella Fitzgerald, Duke Ellington, Oscar Peterson, Dizzy Gillespie, Jimmy Smith, Stan Getz, Roy Eldridge, Coleman Hawkins e Illinois Jacquet, entre muchos otros. Naturalmente, no se trataba de verdaderas jams , pero producían una excitación similar.
Granz abandonó el modelo JATP en 1967, creando poco después su sello Pablo, que se basó en reuniones de músicos con formato casi jam.

## Estructura
En palabras de Jean-Louis Comolli, la fórmula JATP era muy simple: Reunir músicos conocidos, estilísticamente no muy de vanguardia, ni muy anticuados; seleccionar temas estándar y de blues;
y organizar la sesión con temas individuales de los principales solistas y unos pocos de conjunto. Después, grabar los discos y vender la propuesta.
En las últimas épocas, las JATP fueron duramente criticadas por sus excesos, magnificando los aspectos negativos de las mismas. Sin embargo, es necesario revisar estas apreciaciones, por cuanto los discos han dejado testimonio de los momentos irrepetibles que la mayoría de ellas ofrecieron.